# The Link
A The Link (Tour The Link) felhőkarcoló a párizsi La Défense üzleti központban. Puteaux önkormányzathoz tartozik.
Philippe Chiambaretta francia építész tervezte.
A toronyban lesz a TotalEnergies új központja. A várhatóan 2025-re befejezett The Link lesz Franciaország legmagasabb felhőkarcolója.